# آنا نواك
آنا نواك (بالألمانية: Anna Nowak) (و. 1966 – م) هي ممثلة، وممثلة أفلام، من بولندا، ولدت في وارسو.

## وصلات خارجية
- آنا نواك على موقع IMDb (الإنجليزية)
- آنا نواك على موقع قاعدة بيانات الفيلم (الإنجليزية)